# Gallinago stricklandii
Gallinago stricklandii е вид птица от семейство Бекасови (Scolopacidae). Видът е почти застрашен от изчезване.

## Разпространение
Видът е разпространен в южните и централни части на Чили и Аржентина, и на юг до Огнена земя.